# 阿格里巴环形山
阿格里巴陨石坑（Agrippa）是月球正面中央赤道区的一座撞击坑，位于汽海东南侧边缘，约形成于32-11亿年前的爱拉托逊纪，其名称取自古希腊天文学家阿格里帕（公元一世纪），1935年被国际天文学联合会批准接受。

## 描述

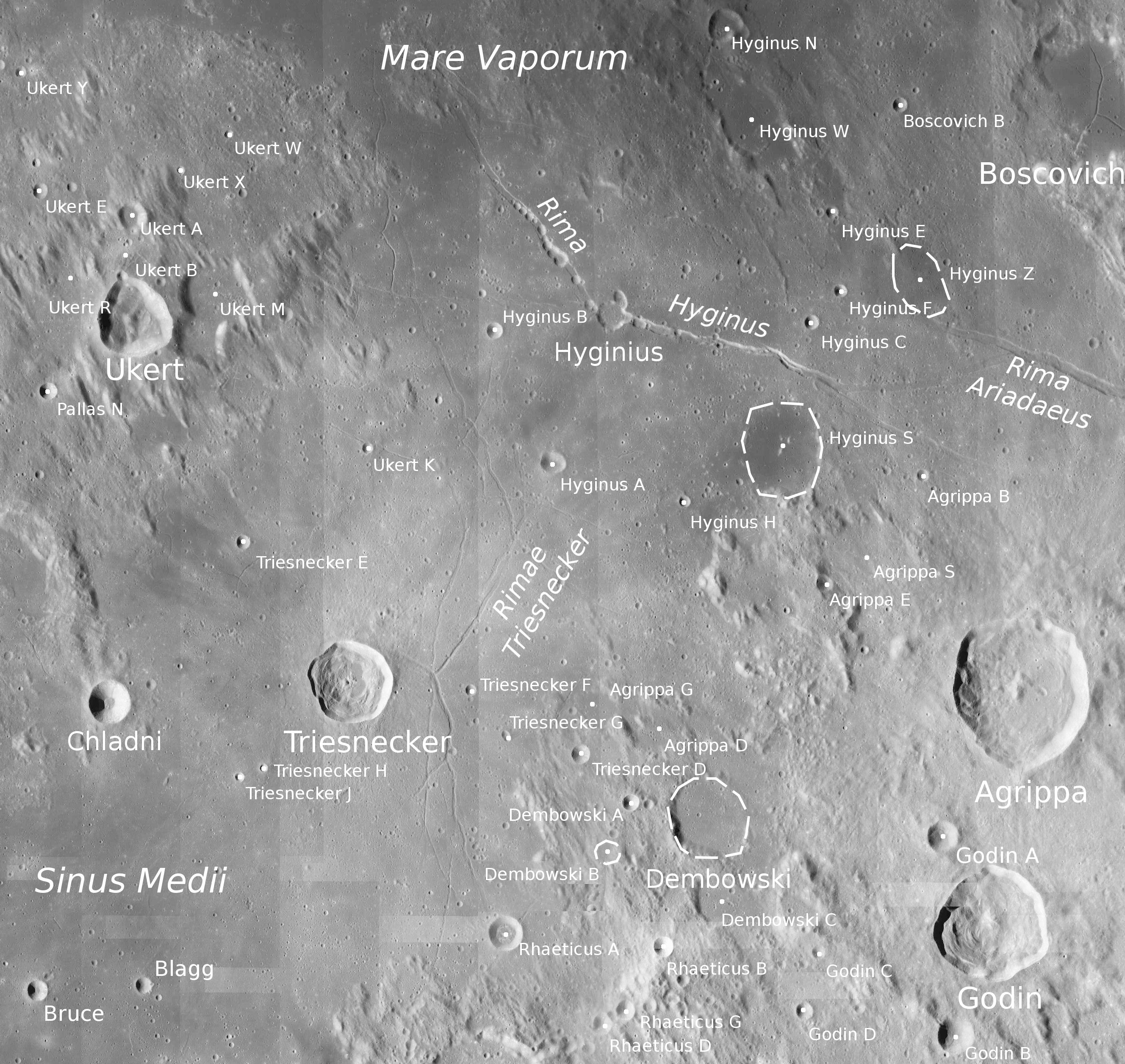
阿格里巴陨石坑的周边，月球勘测轨道飞行器拍摄。

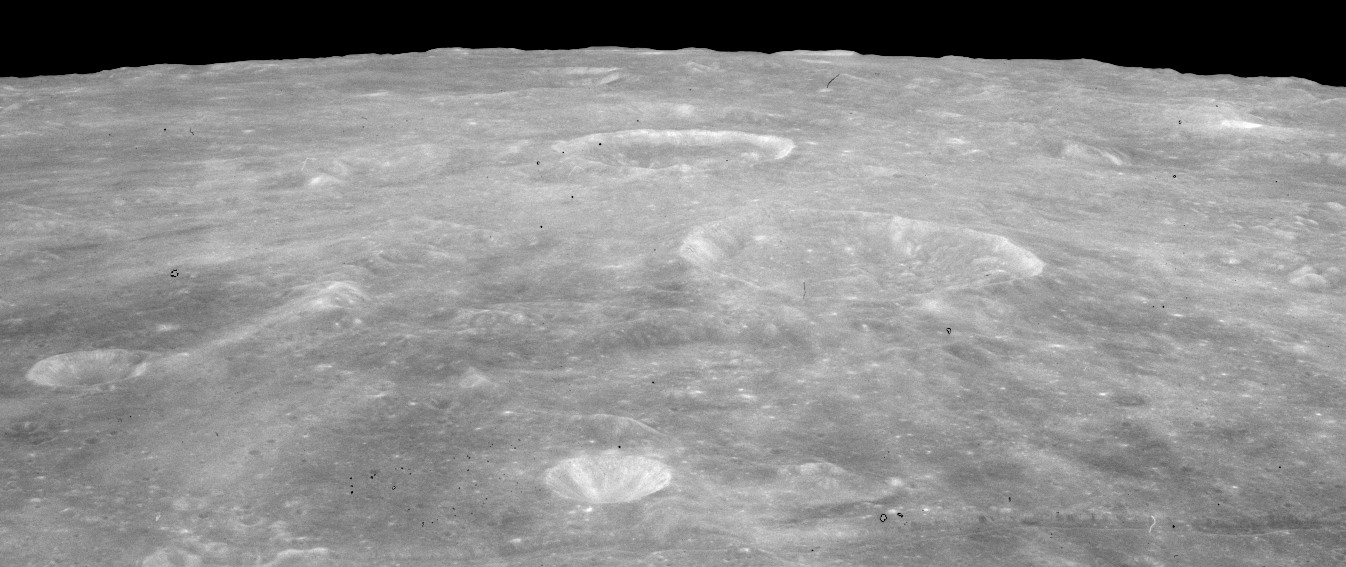
阿波罗15号拍摄的朝南图,图中中右为阿格里巴环形山, 中上的戈丁陨石坑显示出明亮的光线。

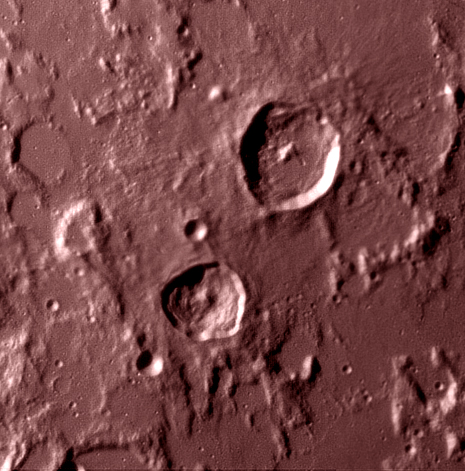
穆查丘斯罗克天文台北欧光学望远镜拍摄的阿格里巴陨石坑（上）和戈丁陨石坑

该陨坑西北横亘着许癸努斯月溪、北面坐落了大小类似的博斯科维奇陨石坑，东北侧分布有小陨坑斯伯奇莱克和笔直的阿里亚代乌斯月溪，东面则毗邻已损毁的坦普尔陨石坑和较小的休厄尔陨石坑、而破损参差的德亚瑞司特陨石坑和登博夫斯基陨石坑分别位于它的东南和西南，它的南面靠近戈丁陨石坑，往西侧较远则是年轻的特里斯纳凯尔陨石坑。
该陨坑中心月面坐标为4°06′N 10°28′E / 4.1°N 10.47°E，直径43.75公里，深约2.25公里。
阿格里巴陨石坑外观较为特别，南半部边缘圆润，而北侧边缘较平直，形似一面盾牌。环内壁分布有一圈阶地状结构，坑壁最大高出周边地形1070米，内部容积约1469.73立方千米。坑内坐落了一座底部直径为8.83公里，高约1040米的大中央峰。由于其地质龄较短，表面大部分地区凹凸不平且分布有大量的碎岩石，因此，该陨坑的雷达波反射范围宽达3.8-70厘米。
- 阿格里巴陨石坑已被月球和行星观测协会（ALPO）列入《带有明亮射纹系统的撞击坑列表》[7]

## 陨坑截面图
该图显示了陨石坑不同方向的剖面，纵向坐标轴（Y轴）单位为英尺，右上方图显示的比例尺为米。

## 月球瞬变现象
在行星照和月食期间，曾观察到该陨坑中有辉光闪现的月球瞬变现象。

## 卫星环形山
按照惯例，在月图上将在靠近阿格里巴陨石坑的卫星坑中心放置一字母以示标注，以下是阿格里巴陨石坑附近的卫星环形山：

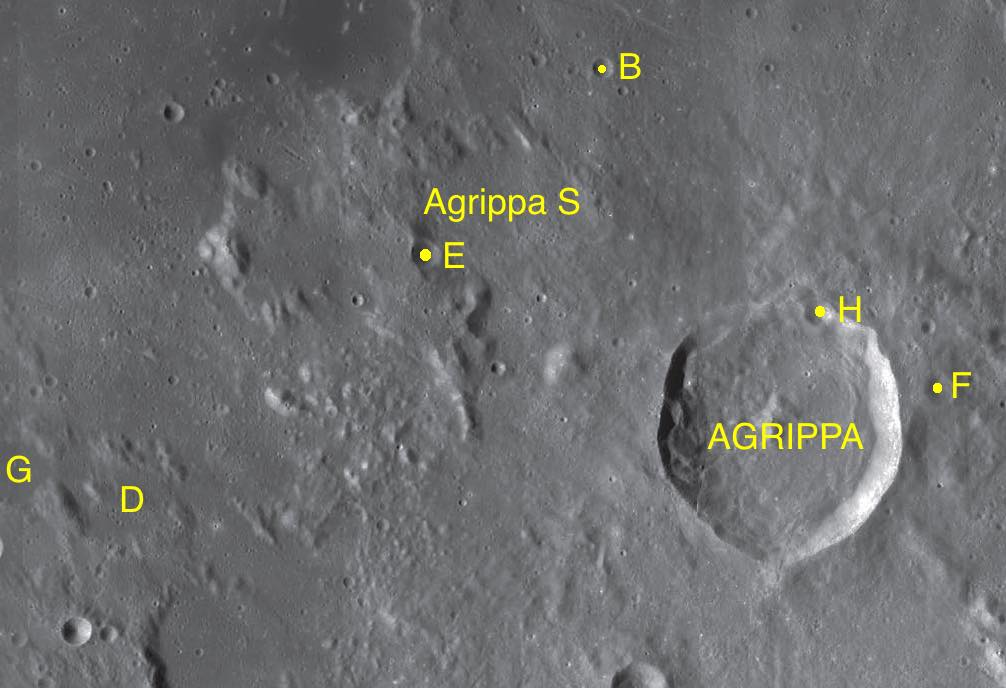
LAC-59和LAC-60拼接图.

| 阿格里巴 | 纬度   | 经度    | 直径    |
| -------- | ------ | ------- | ------- |
| B        | 6.2° N | 9.4° E  | 4 公里  |
| D        | 3.8° N | 6.7° E  | 20 公里 |
| E        | 5.2° N | 8.5° E  | 5 公里  |
| F        | 4.4° N | 11.4° E | 6 公里  |
| G        | 3.9° N | 6.2° E  | 13 公里 |
| H        | 4.8° N | 10.7° E | 6 公里  |
| S        | 5.3° N | 8.9° E  | 32 公里 |